# (4540) Oriani
(4540) Oriani (1988 VY1) – planetoida z pasa głównego asteroid okrążająca Słońce w ciągu 4,36 lat w średniej odległości 2,67 j.a. Odkryta 6 listopada 1988 roku.